# Blandina
Blandina  è un nome proprio di persona italiano femminile.

## Varianti in altre lingue
- Francese: Blandine[1]
- Polacco: Blandyna

## Origine e diffusione
Riprende il nome latino Blandina, forma femminile di Blandinus, a sua volta un derivato dal cognomen Blandus, che significa "incantevole", "mite", "dolce", "delicato".

## Onomastico
L'onomastico si festeggia il 2 giugno (o 2 luglio in alcuni luoghi) in memoria di santa Blandina di Lione, vergine e schiava martire a Lione sotto Marco Aurelio. Il 18 maggio si ricorda anche una beata, l'orsolina Blandina del Sacro Cuore.
Vi è inoltre una santa Blanda, moglie di san Felice di Roma, martire a Roma, commemorata il 10 maggio.

## Persone

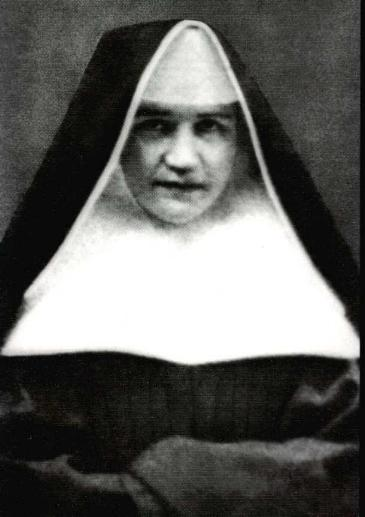
Blandina del Sacro Cuore

- Blandina del Sacro Cuore, religiosa tedesca
- Blandina di Lione, santa francese
- Blandina Segale, nome religioso di Rosa Maria Segale, religiosa e missionaria italiana

### Variante Blandine
- Blandine Lachèze, pentatleta francese
- Blandine Verlet, clavicembalista francese